# Коменда
Коменда (словен. Komenda) — поселення в общині Коменда, Осреднєсловенський регіон, Словенія. Висота над рівнем моря: 346,8 м.